# Кајфенг
Кајфенг (开封) град је у Кини, у покрајини Хенан. Према процени из 2009. у граду је живело 583.069 становника.

## Становништво
Према процени, у граду је 2009. живело 583.069 становника.
| 1990.   | 2000.   | 2009    |
| ------- | ------- | ------- |
| 497.911 | 551.959 | 583.069 |